# Buxereuilles
Ne doit pas être confondu avec Buxerulles.
Buxereuilles est une ancienne commune française du département de la Haute-Marne en région Grand Est. Elle est rattachée à la commune de Chaumont en 1810.

## Géographie
Buxereuilles est situé sur la Suize, au nord de Chaumont.

## Toponymie
Anciennes mentions : Buxeroliae (1260), Buisseroles et Buisserole (1276), Buxereulles (1613), Buxereules (1700), Buxerolles (1732), Buxereuilles (1787).

## Histoire
En 1789, Buxereuilles est une communauté du bailliage et de la prévôté de Chaumont.
Buxereuilles et Reclancourt, après avoir formé chacun une commune pendant quelques années, ont été réunis à celle de Chaumont par un décret impérial du 6 janvier 1810.

## Démographie
| 1793 | 1800 | 1806 |
| ---- | ---- | ---- |
| 87   | 82   | 84   |

## Lieux et monuments
- Chapelle Notre-Dame, inscrite MH depuis 1928[3]
- Il y avait anciennement à Buxereuilles un prieuré de l'ordre de Saint-Benoît, dépendant de l'abbaye de Molême, qui existait encore en 1903. Ce prieuré fut donné au chapitre de Chaumont en 1475, mais a subsisté comme prieuré simple jusqu'en 1621 ; il fut ensuite uni au chapitre[1].
- Les escaliers de Buxereuilles et ses 274 marches redoutées.